# Наукове періодичне видання
Наукове періодичне видання — фахове видання, що виходить через певні проміжки часу, має заздалегідь визначену постійну щорічну кількість і назву нумерованих чи датованих, однотипово оформлених випусків, які не повторюються за змістом, мають однакову назву, ISSN-номер, який підтверджений на вебсайті Міжнародного центру реєстрації періодичних видань, не є тезами та матеріалами наукових конференцій, конгресів, симпозіумів тощо;
В Україні реєструється Міністерством освіти та науки України.